# オルギア

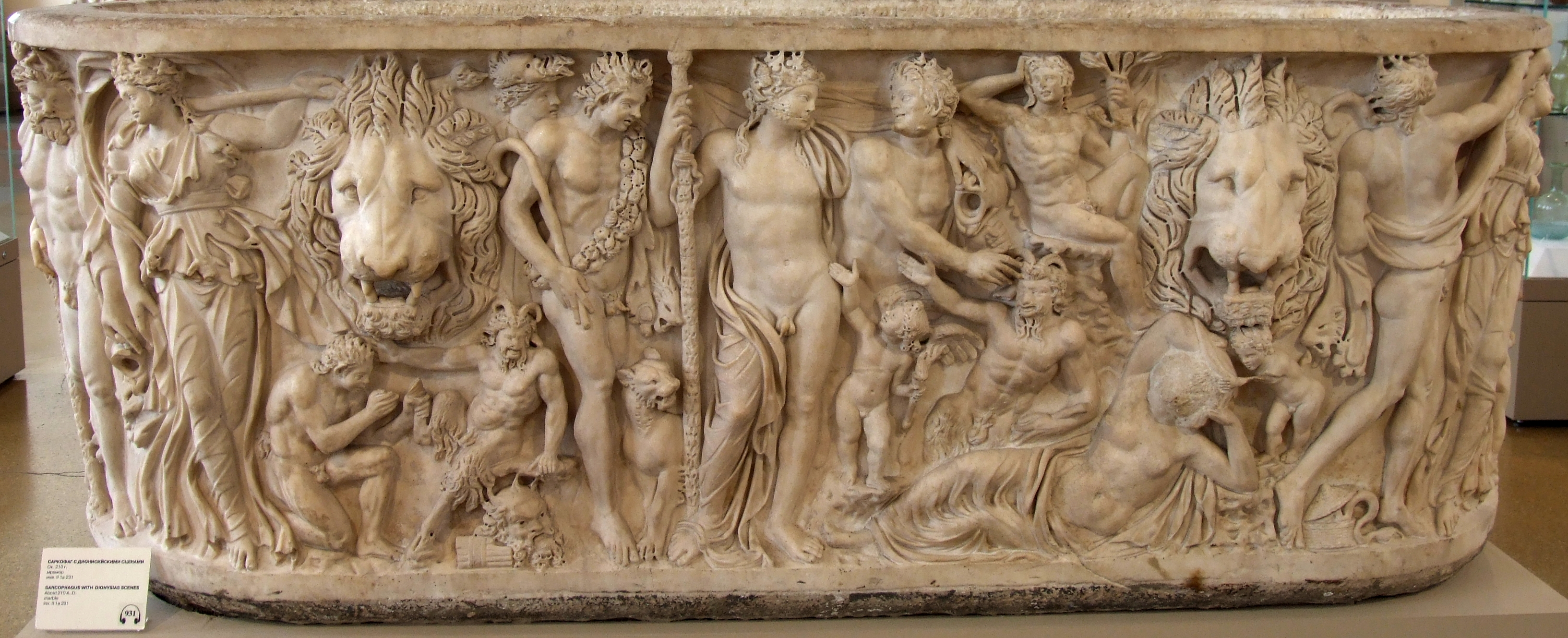
3世紀のサルコファガスに彫刻されたディオニューソスの場面。

オルギア（ギリシア語: ὄργια, 単数形 ὄργιον: 英語: orgia）は、古代ギリシアにおいて一部の秘儀宗教カルトに見られた陶酔的な礼拝の形態。とりわけ、ディオニューソスを祀るカルトの儀式がこう呼ばれており、アルカディアでは広く祭祀が行われていた。この祭祀においては、かがり火のそばで「はめをはずした」仮面舞踏が行われ、ティーターンたちが神々を苦しめたことを想起させるように生贄が切り刻まれた。

## 概要
オルギアが、ティーターンたちがディオニューソスをバラバラにしたことを踏まえているとする話は、紀元前6-5世紀の神託編纂者オノマクリトスが構成したものとされている。古代ギリシアの芸術作品や文学作品、また教父の著述の一部には、オルギアが蛇使いと関わっていたことを示す表現がある。
ギリシア神話において、アッティスがキュベレーを祀って行ったとされる暴力的なまで陶酔的な儀式が示唆するように、また歴史時代において、自らの意思で自身を去勢した男性であるガッライたちがキュベレーの司祭であったことにも反映されているように、オルギアは形式的な秘儀が整う前の時代から、カルトの信仰表現として存在していた可能性がある。ディオニューソス信仰にせよ、キュベレー崇拝にせよ、神秘的な高揚感に達した状態を通して崇拝者たちと神の間の障壁を崩すところに、オルギアの目的があった。
| 「 | ディオニューソス信仰のオルギアによって、女性信奉者（マイナス）たちは、「自我」を離れ、生肉食とダンスとワインによる陶酔的高揚感の中で、神と一体となることができた。...こうした肉体的神秘主義と心療的解放は、その「エクスタシス (ekstasis)」が続く間だけの、一時的な効果しかもたらさない。 | 」 |

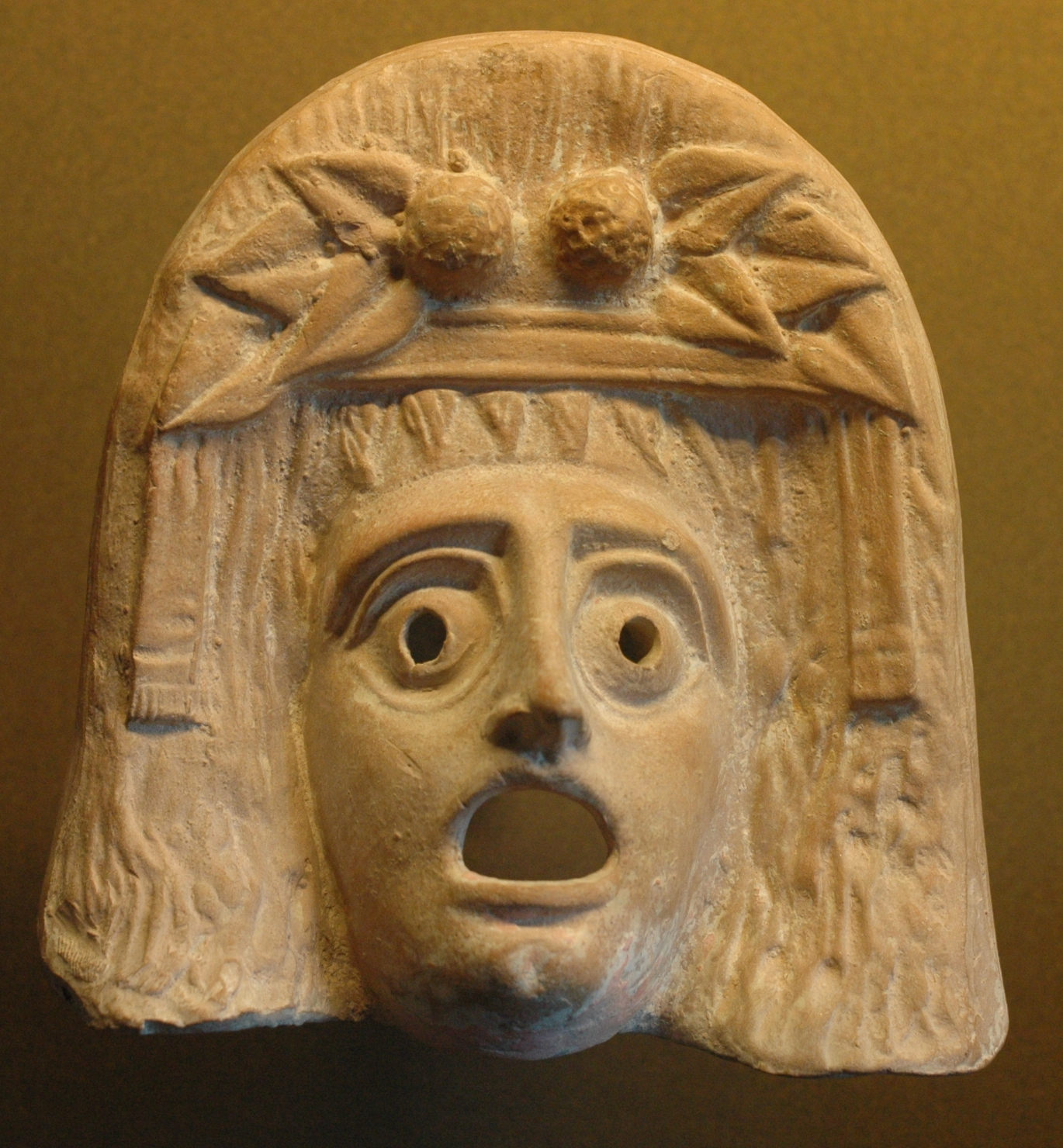
ディオニューソスの仮面

オルペウス教やディオニューソス信仰のオルギアに加わる者は、来世についての信仰を表現する独特の埋葬習慣を持っており（Totenpass を参照）、例えば、死者には羊毛を着せることを禁じていた。
オルギアを行うグループのメンバーはオルゲオネスと呼ばれ、その活動は法規制の下に置かれていた。トラキアの女神ベンディス(Bendis)のカルトは、古代ギリシアの初期（紀元前8-6世紀）から、アテナイでオルゲオネスたちが組織されていた。
オルギアへの女性の参加、また時として女性のみの参加は、わいせつな想像を掻き立て、儀式を弾圧しようとする試みが起こることもあった。紀元前186年、共和政ローマの元老院は、道徳的にも政治的にも反体制的であるとして、ディオニューソス（バックス）信仰を禁じようとした。
セビリャのイシドールスは、オルギアにあたるラテン語は caerimoniae（儀式）であるとし、古代ローマにおける宗教的な秘儀が様々な司祭集団によって維持されている、と『語源』に記した。
英語で「乱飲乱舞のどんちゃん騒ぎ」、とりわけ乱交など性的狂乱を意味する orgy は、オルギアに由来する単語である。